# Unități de măsură românești vechi

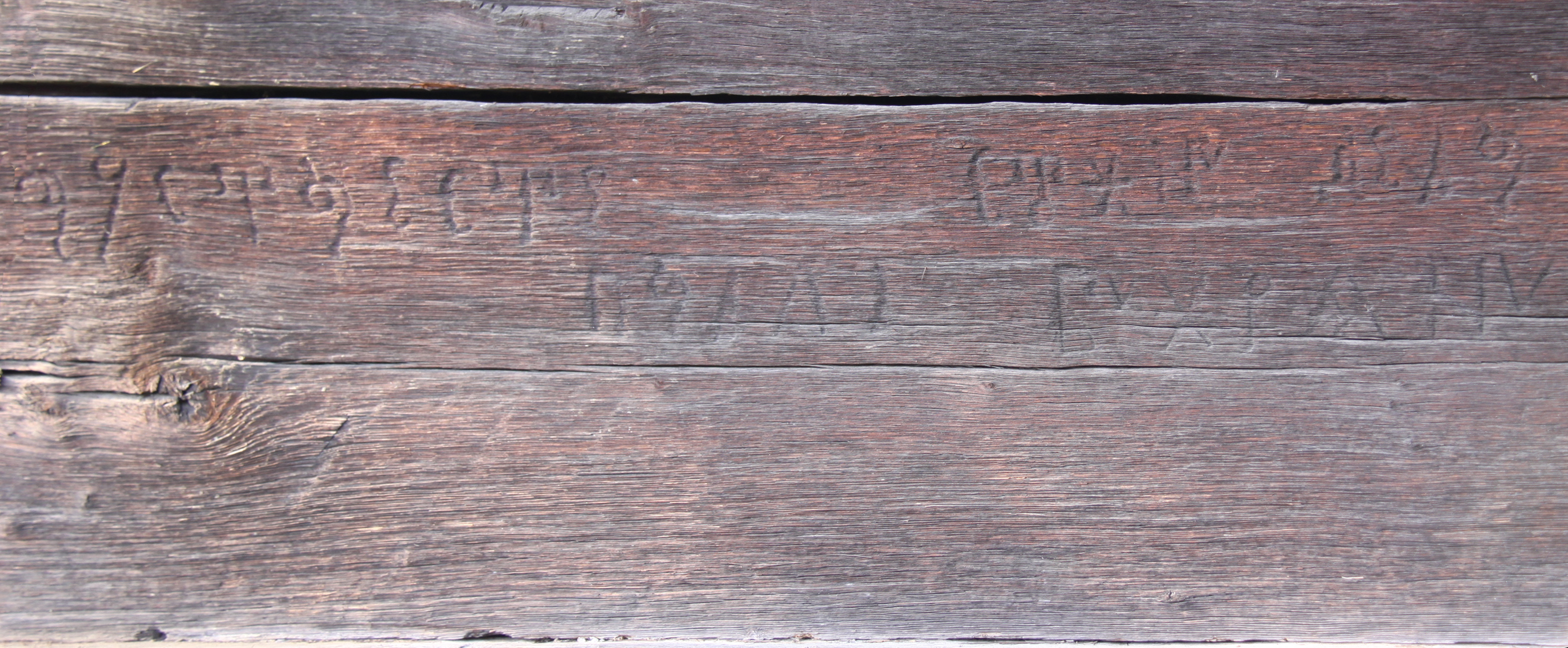
„Asta-i brațul de la Craiova de opt palme, Bujorianu”. Inscripție pe biserica de lemn din Mănăilești-Moșteni, județul Vâlcea.

Vechile unități de măsură românești, nefiind standardizate, variau adeseori între cele trei țări române medievale (Țara Românească, Moldova, Transilvania), iar uneori chiar în cadrul aceleiași țări. Originea unora dintre măsuri sunt sistemele latin (cum ar fi unitatea iugăr), slav (cum ar fi unitatea vadră), grecesc (cum ar fi unitatea dram) și turc (cum ar fi unitatea palmac).
Aceste sisteme nu mai sunt utilizate pe scară largă de la adoptarea sistemului metric în 1864, totuși unele comunități rurale folosesc încă un mic subset al acestor unități.

## Vechi unități de lungime[1]
| Denumire                 | Subunități          | Moldova   | Muntenia                                      | Transilvania                          | aprox.en. |
| ------------------------ | ------------------- | --------- | --------------------------------------------- | ------------------------------------- | --------- |
| Verstă                   | 835 stânjeni        | 1,0668 km |                                               |                                       |           |
| Funie                    | 4 prăjini=12 st     | 26,76 m   | 24,24 m                                       |                                       |           |
| Prăjină                  | 3 stânjeni          | 6,69 m    |                                               |                                       |           |
| Stânjen (< lat. stadium) | 8 palme 6 picioare  | 2,23 m    | 1,97 m (Șerban vodă) 2,02 m (Constantin vodă) | (stânjen austriac) „klafter” 1,8965 m | fathom    |
| Cot                      |                     | 66,4 cm   | 63,7 cm                                       |                                       |           |
| Palmă                    | 10 degete 8 palmace | 27,875 cm | 24,625 cm                                     |                                       | foot      |
| Palmac                   | 12 linii Md         | 35 mm     | 20.5 mm                                       |                                       |           |
| Deget                    | 10 linii Mt         | 28 mm     | 25 mm                                         |                                       | inch      |
| Linie                    |                     | 2,9 mm    | 2,5 mm                                        |                                       |           |

### Alte unități de lungime
| Denumire                        | Echivalent                         |
| ------------------------------- | ---------------------------------- |
| Stânjen pescăresc               | aprox. 1,5 m                       |
| Stânjen marin                   | 1,83 m                             |
| Poștă                           | aprox. 20 km (în funcție de țară)  |
| Pas mic                         | 4 palme (Țara Românească)          |
| Pas mare                        | 6 palme (Țara Românească; Moldova) |
| Lat de palmă                    | 1/2 palmă                          |
| Leghe                           | 4 - 5,5 km                         |
| Linie (Wiener Linie)            | 2,195 mm                           |
| Țol (Wiener Zoll)               | 12 linii = 2,634 cm                |
| Picior vienez (Wiener Schuh)    | 12 țoli = 0,313 m                  |
| Stânjen vienez (Wiener Klafter) | 6 picioare = 1,896 m               |
| Cot (Osterreichische Elle)      | 0,779 m                            |

## Vechi unități de suprafață[1][3]
| Denumire                                                         | Subunități          | Moldova  | Muntenia   | Transilvania | aprox.en. |
| ---------------------------------------------------------------- | ------------------- | -------- | ---------- | ------------ | --------- |
| Falce sau falcie (<lat. falx, falcis „coasă”)                    | 20 funii2 = 2880st2 | 1,432 ha | 1,114 ha   |              |           |
| Pogon / Iugăr (<lat. iugerum unitate de măsură, din iugum „jug”) | 9 funii2 = 1296st2  | 6441 mp  | 5012,08 mp | 5754,64 mp   | acre      |
| Funie (pătrată)                                                  | 144 st. p.          | 716 mp   | 557 mp     |              |           |
| Stânjen (pătrat)                                                 |                     | 4,97 mp  | 3,87 mp    | 3,59671 mp   |           |

### Alte unități de suprafață
| Denumire | Echivalent |
| -------- | --- |
| Prăjină  | 180 - 210 m² |
| Feredelă | 1/4 pogon |
| Litră    | 1/4 Iugăr = 400 stânjeni pătrați ~ 1438 mp (în Banat)                                                                                     |
| Iugăr    | cât ară doi boi frumoși într-o zi 7166 m² (Transilvania la 1517); 0,5755 ha sau 1600 stânjeni pătrați (sub ocupație austriacă, după 1700) |

## Vechi unități de capacitate și volum[1]
| Denumire                                   | Subunități            | Moldova  | Muntenia | Oltenia | Transilvania | aprox.en. |
| ------------------------------------------ | --------------------- | -------- | -------- | ------- | ------------ | --------- |
| Balercă                                    | 30 vedre              | 366 l    | 386.4 l  |         |              |           |
| Majă (mierță) vieneză (Wiener Metze)       | 16 Măsuri (Maß)       |          |          |         | 61,487 l     |           |
| Vadră (Tină)                               | 10 oca                | 15,20 l  | 12,88 l  | 10 l    |              |           |
| Pintă                                      |                       |          |          |         | 3,394 l      |           |
| Oca / Cofă / Măsură (österreichisches Maß) | 4 litre = 400 dramuri | 1,520 l  | 1,288 l  |         | 1,41777 l    |           |
| Litră / (österreichisches Seidel)          | 100 dramuri           | 380 ml   | 322 ml   |         | 354 ml       |           |
| Cinzeacă                                   | 50 dramuri            | 190 ml   | 161 ml   |         |              |           |
| Ciocan                                     | 25 dramuri            | 95 ml    | 80 ml    |         |              |           |
| Dram                                       |                       | 15,20 ml | 12,88 ml |         |              |           |

Denumiri de vase
| Chiup               | vas mare de lut pentru lichide | 30 - 40 l |
| Câblă               | O găleată de grâu              | |
| Ferdelă             |                                | 16 cofe; 1/4 găleată de Ardeal (o găleată are 80 litri în cazul cerealelor) adică aprox. 20 litri (Transilvania) |
| Obroc mare          |                                | 44 ocale |
| Obroc mic           |                                | 22 ocale |
| butoi               |                                | 50 - 80 vedre |
| Giumătate / poloboc |                                | 80 - 100 vedre                                                                                                   |
| butie               |                                | 100 - 200 vedre                                                                                                  |
| Stânjen (de lemne)  |                                | 4 ms (4 metri steri)                                                                                             |

## Vechi unități de masă[1]
| Denumire     | Subunități | Moldova  | Muntenia | Transilvania | aprox.en. |
| ------------ | ---------- | -------- | -------- | ------------ | --------- |
| Merță        | 10 banițe  | 516,4 kg | 508,8 kg | 22,5 l ?     |           |
| Baniță       | 40 oca     | 51,64 kg | 50,88 kg |              |           |
| Oca          | 4 litre    | 1,291 kg | 1,272 kg |              |           |
| Litră        |            | 322,75 g | 318 g    |              |           |
| Dram         |            | 3,23 g   | 3,18 g   |              |           |
| Funt / livră |            |          | 0,5 kg   | 0,56 kg      | pound     |

Alte unități de masă
| Denumire                    | Echivalent            |
| --------------------------- | --------------------- |
| Gran (Gran) în Banat        | 0,97 kg               |
| Loton (Wiener lot) în Banat | 18 Gran = 17,54 kg    |
| Livră (Pfund) în Banat      | 32 lotoni = 0,56 kg   |
| Centenar (Zentner) în Banat | 100 livre = 56,006 kg |
| Uncie (Unze) în Banat       | 29,82 g               |
| Marcă (Mark) în Banat       | 233,947 g             |